# Piet Roelen
Piet Roelen was ooit marechaussee tot hij met Corry Konings huwde, haar manager werd en artiestenbureau Piet Roelen Productions startte. Als producer lanceerde en ondersteunde hij Vlaamse artiesten waaronder Helmut Lotti.

## Biografie
Piet Roelen is afkomstig uit het Nederlandse Chaam gelegen in de provincie Noord-Brabant.
In de jaren 60 vervoegde hij de Koninklijke Marechaussee, de Nederlandse tegenhanger van de Belgische rijkswacht.
In 1973 huwde hij Corry Konings.
Tijdens zijn 12-jarig huwelijk met Corry bouwde hij zijn eigen artiestenbureau uit in de Belgisch-Nederlandse enclave Baarle-Hertog.
Later werkte hij met Piet Roelen Productions vanuit het kasteel Oude Bareel in Vosselaar. Deze organisatie fungeerde als managementbureau, uitgever en platenlabel voor populaire Vlaamse artiesten.
In 1985 kwam de scheiding van Corry Konings die toen 33 was.
De grootste bijdrage tot zijn fortuin waren de vele producties met Helmut Lotti die op een 50/50 verdelingsovereenkomst gebaseerd waren.
In 2013 vereffende Piet Roelen zijn managementbedrijf wat goed was voor zo'n 30 miljoen euro.
In 2020 maakte 'De Standaard' bekend dat hij de financier was van Het Roelen Hof, een kalverkwekerij die in Ravels werd uitgebouwd door zijn broer Henny.

## Artiesten
- Freddy Birset
- Helmut Lotti
- Lisa del Bo
- Luc Steeno
- Michael Junior
- Willy Sommers

en vele anderen.

## Trivia
- De website roelen.com wordt nu gebruikt door artiestenbureau 'Globe Entertainment' uit Turnhout.